# Pihpoh
Pihpoh (aussi stylisé Pih-Poh ou PIHPOH), de son vrai nom Pierre Enderlen (né le 21 octobre 1986 à Belfort, dans le Territoire de Belfort), est un rappeur, auteur et interprète français. En 2021, il est accompagné sur scène et en studio de ses musicien-compositeurs Pierre Michelet et Arnaud Krivaneck.

## Biographie
Pierre Enderlen naît le 21 octobre 1986 à Belfort, dans le Territoire de Belfort. Il découvre la culture hip-hop à l'âge de 13 ans avec DJ Frakass qui l'initie à la pratique du scratch. En 2005, il écrit ses premiers textes de rap, et collabore avec le beatmaker DJ Ganjak avec qui il forme le collectif Systematik. Pihpoh se lance en solo en 2007 avec son premier album Endoctrinement musical produit par DJ Ganjak dans lequel il invite les artistes Jesers, et OGB du groupe Mafia K'1 Fry.
Il est repéré au niveau national en 2011 en présentant son deuxième album Pihpohcondriak. Il participe notamment au festival Hip hop al parque, à Bogota en 2012, où il joue devant 60 000 personnes. Il joue entouré de musiciens sur la scène de la plage des Eurockéennes de Belfort en 2013, au Printemps de Bourges en 2015, et sur des premières parties avec notamment le groupe IAM et l'humoriste Gad Elmaleh.
En mars 2015, Pihpoh fait partie des 24 groupes sélectionnés par France Inter, dans le cadre de l'émission Partons en live, La Relève, présenté par André Manoukian et avec Alain Chamfort en tant que président du Jury. Il terminera finalement 5e, aux portes de la demi-finale, après trois passages radio enregistrés notamment aux Trois Baudets et au studio 105 de la Maison de la Radio. 
En mai 2015, il publie un EP intitulé Toi. En juin 2016, Pihpoh sort un autre EP intitulé Aurore. Il joue un mois plus tard au Paléo Festival Nyon en juillet 2016. Un documentaire sur son concert au festival est d'ailleurs diffusé sur TV5 Monde. Il participe également à l'émission d'Europe 1 Social Club en tant qu'invité du journaliste Frédéric Taddeï.
Le 14 octobre 2016, il sort son nouvel album Par vagues, qui lui permet de se faire inviter sur le plateau de France 3. À la suite de la sortie de cet album, Pihpoh part en tournée jusqu'à octobre 2017 pour partager la scène avec des artistes tels qu'Abd al Malik ou encore Claudio Capéo[réf. nécessaire]. Entretemps en 2016, il anime bénévolement des ateliers d'écritures en milieu carcéral, mais aussi dans les collèges et lycées de sa région natale. En 2017, il a l'idée d'une web-série J'irai chanter chez vous dont le concept consiste à sonner, rentrer et chanter chez de parfaits inconnus. En mars 2017 il décide de passer le casting des Musiciens du métro à Paris. Les médias et journaux télévisés de TF1, France 3, l'émission musicale Alcaline de France 2, Le Figaro, Le Parisien, et France Inter, couvrent son histoire intitulée Du métro à l'Olympia.
Après s'être produit en 2017 à l'Olympia, Au Festival de la Paille, dans des zéniths en premières parties de Claudio Capéo, l'artiste est annoncé à l'affiche des festivals Rolling Saône, Art Rock, Solidays, Eurockéennes, et aux Arènes de Béziers.

## Scène

### Tournées internationales
Tournées à l'International : Brésil, Colombie, Serbie, Palestine, Kurdistan d'Irak[réf. nécessaire].

### France et autres
- Premières parties : Youssoupha, La Rumeur, Disiz, Marcelo D2 (Bataclan 2006), Médine, Orelsan, 1995, Stupeflip, Leeroy...
- Generiq Festival, 2012, France et Colombie[32].
- Festival de la Paille, 2012[33][source insuffisante].
- Chantier des Francos, 2013.
- Eurockéennes de Belfort, 2013, scène de la plage[34],[35],[36].
- Bars en Trans, 2014, 1988 Live Club, Rennes (Rencontres trans musicales).
- Café de la Danse, 2014, Paris[37].
- Le Moloco, 1re partie de La Canaille, 2014, Audincourt
- Foire aux vins d'Alsace, 1re partie de Gad Elmaleh, 2014, Colmar[38][source insuffisante].
- Centre Pompidou, Fête de la Musique, 2014, Paris
- Le Silex, Festival Garçon la note - 2014, Auxerre.
- Printemps de Bourges, 2014, Bourges[39].
- L'Axone, 1re partie d'IAM, 2014, Montbéliard[40].
- Palais omnisports Les Arènes, 1re partie de Gad Elmaleh - 2014, Metz[41].
- Théâtre antique de Vienne, 1re partie de Gad Elmaleh - 2015, Vienne[42].
- Les Trois Baudets, 2015, Paris[43].
- Les Docks, 1re partie de Deluxe - 2015, Lausanne (Suisse)
- Le Réservoir, 2015, Paris.
- Paléo Festival Nyon, 2016, Nyon (Suisse).
- 1re partie d'Abd Al Malik, 2016, Calais.
- 1re partie de Claudio Capéo, 2016, Queven (Morbihan).
- L'Olympia, Les 20 ans des Musiciens du Métro (2017), Paris.
- Festival de la Paille, 2017, Métabief (Doubs).
- Moulin de Brainans, 1re partie de Cabadzi - 2017, Brainans (Jura).
- Salle des fêtes de Thônex, 1re partie de  Deluxe - 2017, Genève (Suisse).
- La Rodia, 1re partie de Claudio Capéo - 2017 Besançon (Doubs).
- Tournée des Zéniths, en 1re partie partie de Claudio Capéo: L'Axone de Montbéliard / le Zénith de Dijon / Le Scarabée à Roanne / Le Zénith de Saint-Etienne (2017-2018).
- Arènes de Béziers, en 1re partie de Claudio Capéo 2018.
- Festival Les Eurockéennes de Belfort 2018.
- Festival Solidays, 2018, Paris.
- Festival Rolling Saône, 2018, Gray (Haute-Saône)
- Art Rock Festival, 2018, Saint-Brieuc (Côtes-d'Armor).
- Red Pigs Festival, 30 juin 2018, Payerne (Suisse).